# Hanza Tower
La Hanza Tower es un edificio de gran altura situado en Szczecin, Polonia, ubicado en el número 50 de la avenida Wyzwolenia, en el barrio de Śródmieście-Północ. Tiene 125 metros de altura y 30 plantas (más 4 subterráneas), lo que lo convierte en el edificio más alto de la ciudad. Su construcción se inició en 2011 y finalizó en 2021. El edificio fue diseñado con la forma de la vela de un barco, por Laguarda Low y Urbicon.
El nombre del edificio proviene de la Liga Hanseática, cuyo nombre corto, Hansa, es conocido en polaco como «Hanza». El coste de la inversión se estimó entre 150 y 200 millones de eslotis. Su construcción estaba prevista finalizar a finales de 2020, sin embargo, tras algunos cambios en los planos del edificio, se trasladó a marzo de 2021.

## Galería

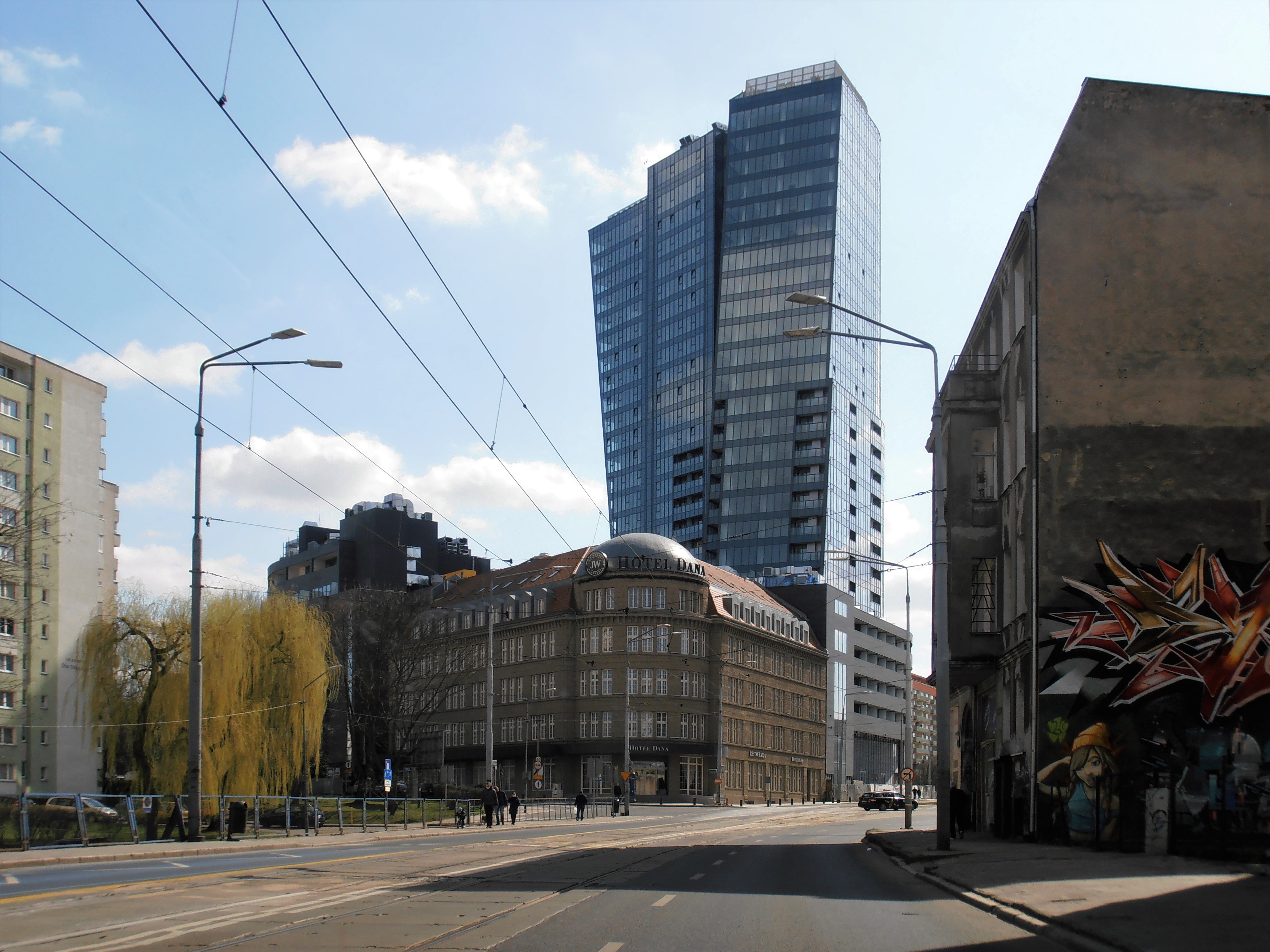
Torre Hanza en 2021, vista desde la avenida Wyzwolenia y la calle Ofiar Oświęcimia.
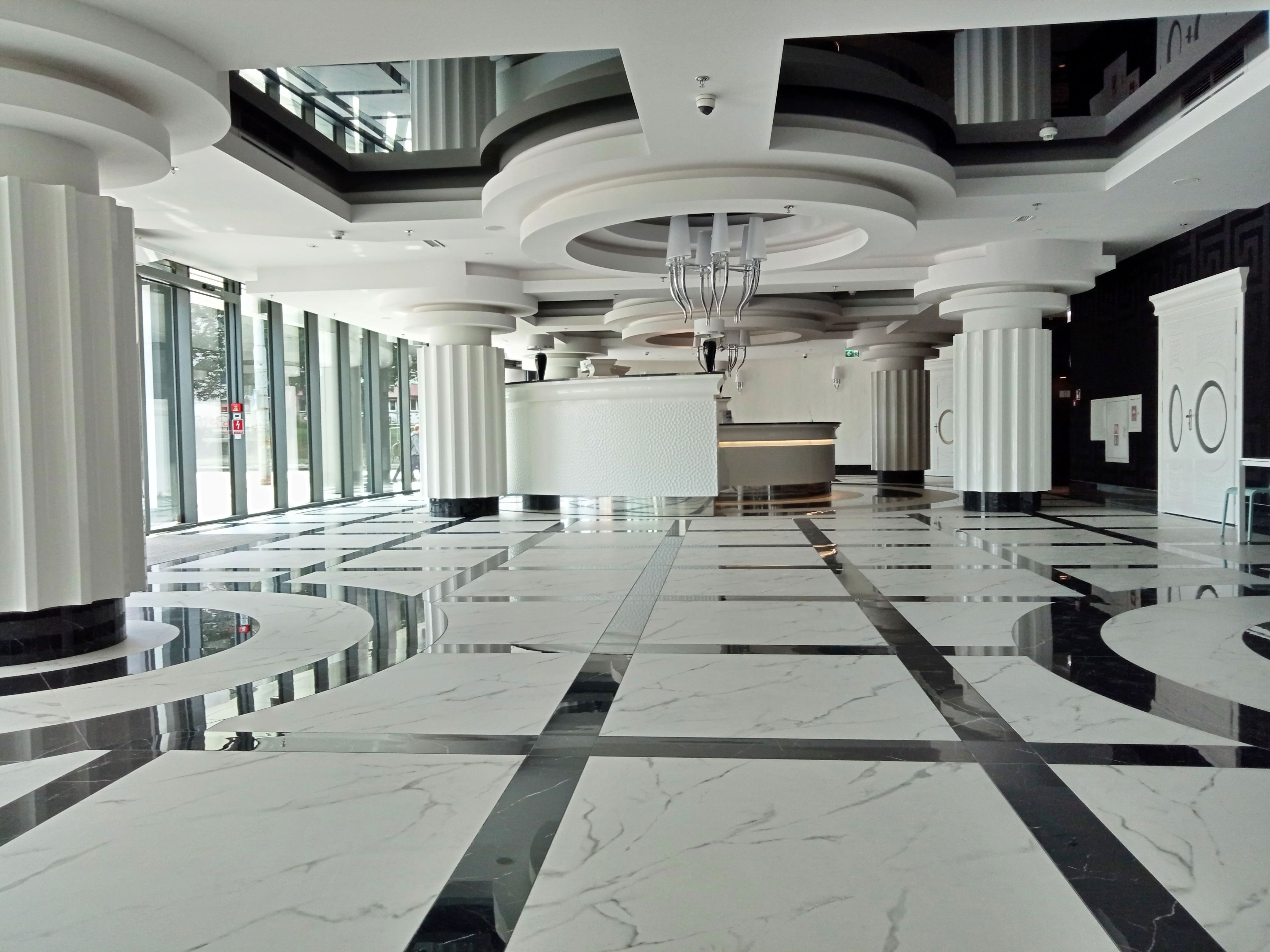
Salón principal del edificio en 2022.
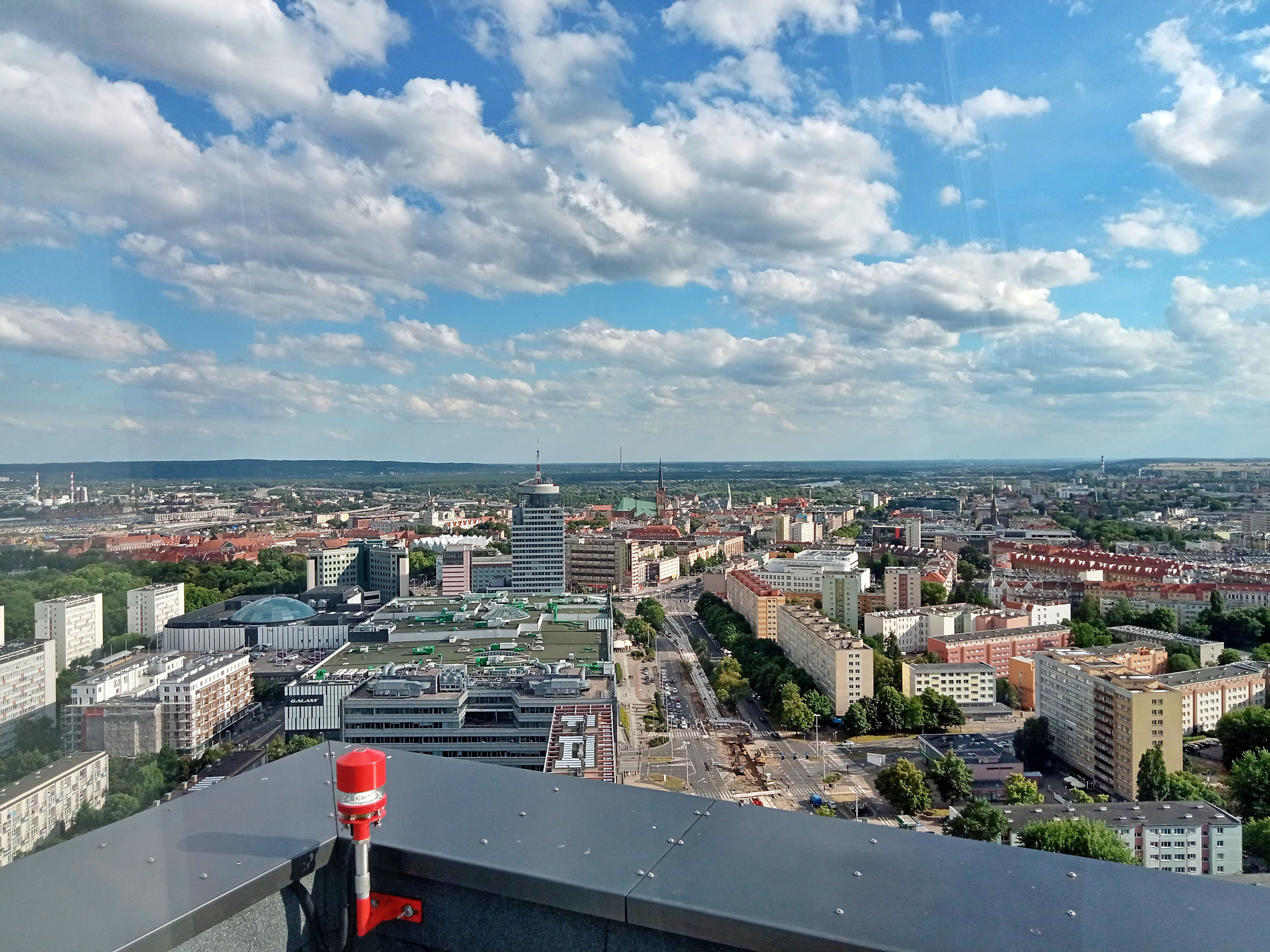
Panorama de Szczecin visto desde la torre.
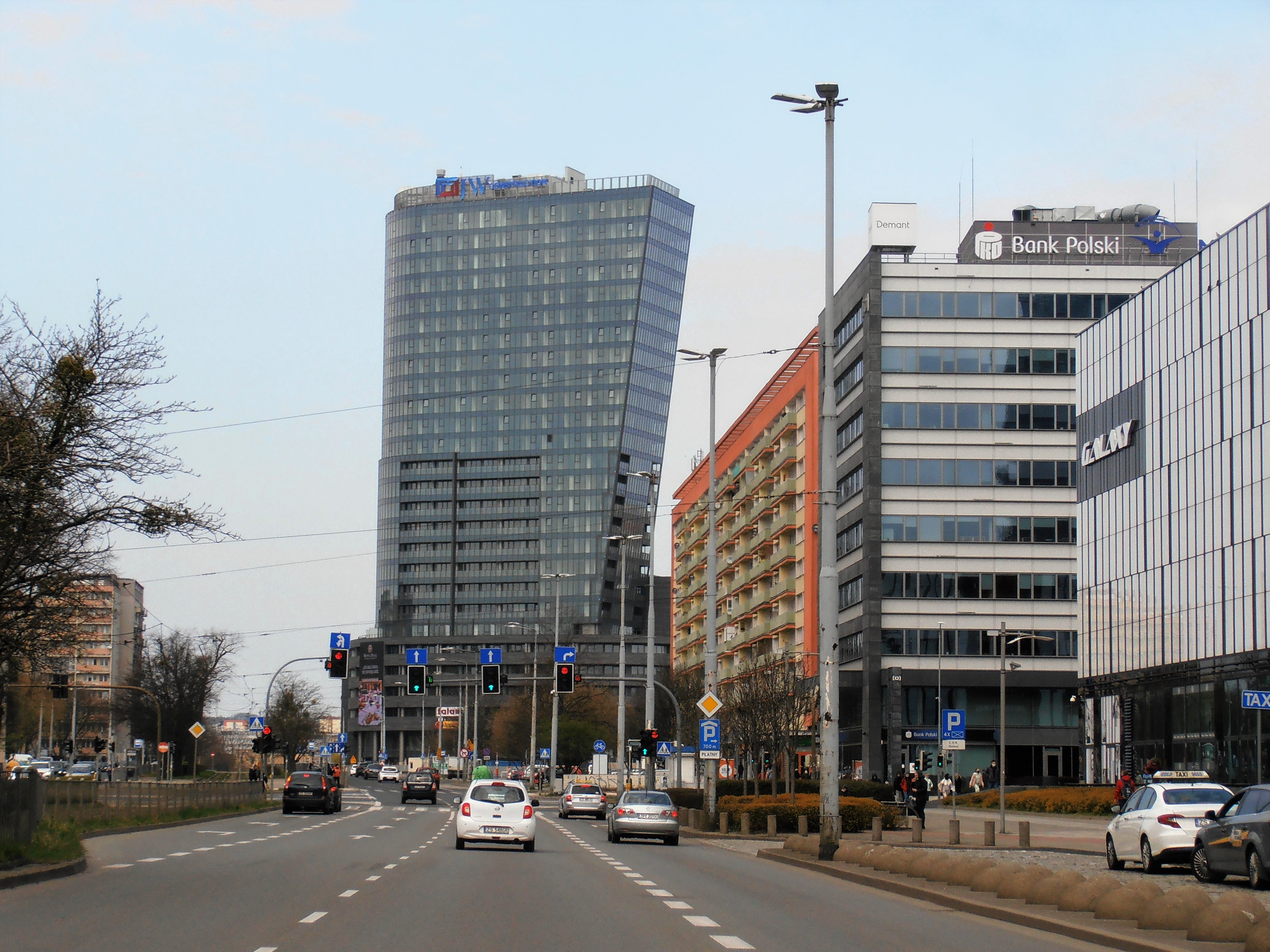
Vista general.